# Maro (Czad)
Maro – miasto w południowym Czadzie, w Regionie Szari Środkowe. Według danych na rok 2009 liczyło 14 888 mieszkańców.